# Загер (комуна)
Загер (рум. Zagăr) — комуна у повіті Муреш в Румунії. До складу комуни входять такі села (дані про населення за 2002 рік):
- Загер (964 особи) — адміністративний центр комуни
- Селеуш (244 особи)

Комуна розташована на відстані 242 км на північний захід від Бухареста, 22 км на південь від Тиргу-Муреша, 91 км на південний схід від Клуж-Напоки, 108 км на північний захід від Брашова.

## Населення
За даними перепису населення 2002 року у комуні проживали 1208 осіб.
Національний склад населення комуни:
| Національність | Кількість осіб | Відсоток |
| -------------- | -------------- | -------- |
| румуни         | 692            | 57,3%    |
| цигани         | 435            | 36,0%    |
| угорці         | 45             | 3,7%     |
| німці          | 33             | 2,7%     |
| євреї          | 2              | 0,2%     |
| серби          | 1              | 0,1%     |

Рідною мовою назвали:
| Мова      | Кількість осіб | Відсоток |
| --------- | -------------- | -------- |
| румунська | 765            | 63,3%    |
| циганська | 368            | 30,5%    |
| угорська  | 44             | 3,6%     |
| німецька  | 31             | 2,6%     |

Склад населення комуни за віросповіданням:
| Релігія                                       | Кількість осіб | Відсоток |
| --------------------------------------------- | -------------- | -------- |
| православні                                   | 1109           | 91,8%    |
| реформати                                     | 30             | 2,5%     |
| лютерани (Синодально-пресвітеріанська церква) | 24             | 2,0%     |
| римо-католики                                 | 10             | 0,8%     |
| адвентисти                                    | 9              | 0,7%     |
| лютерани (Аугсбурзького сповідання)           | 7              | 0,6%     |
| п'ятдесятники                                 | 5              | 0,4%     |
| унітарії                                      | 4              | 0,3%     |
| греко-католики                                | 3              | 0,2%     |
| бретрени                                      | 3              | 0,2%     |
| баптисти                                      | 2              | 0,2%     |
| юдеї                                          | 1              | 0,1%     |
| не вказали релігію                            | 1              | 0,1%     |